# 陈毓罴
陈毓罴（1930年2月—2010年9月15日），男，湖北武汉人，中国红学家、中国社会科学院文学研究所研究员、中国红楼梦学会顾问。

## 生平
陈毓罴高中毕业于汉口法汉中学。1947年考入北京大学中文系，1951年毕业。毕业后分配到兰州大学做了三年助教。1955年秋赴莫斯科大学文学系19世纪俄国文学史专业研习研究生，1959年秋毕业回国。进入中国科学院文学研究所（今中国社会科学院文学研究所）工作。历任研究员、研究生院教授、博士生导师。1980年，担任中国红楼梦学会副会长。1983年加入中国作家协会。1991年离休。2004年开始担任红楼梦学会顾问。2006年，成为中国社会科学院荣誉学部委员。2010年9月15日在北京病逝，享年80岁。学术专长为中国古代文学、元明清文学。

## 出版物
主要著作（包括合著）有《沈三白和他的浮生六记》、《中国文学史》三卷本、《红楼梦论丛》、《汤显祖评传》、《袁中道评传》。
论文包括《从“过火焰山”看吴承恩对情节的处理》、《关于〈窦娥冤〉的评价问题》、《红楼梦和浮生六记》、《〈大 唐太宗入冥记〉校补》《〈红楼梦〉说书考》、《红楼梦怀古诗试释》、《〈红楼梦〉与民间信仰》、《从过火焰山看吴承恩对情节的处理》、《吴承恩〈西游记〉成书于晚年说新证》、《新发现的两种〈西游宝卷〉考辨》。